# 辣女隊醫
辣女隊醫（Necessary Roughness）是USA電視台的一部電視劇。由Callie Thorne和Marc Blucas主演。2013年11月19日，USA电视台取消了该剧。